# Ulreichsberg (Türnitzer Alpen)
Der Ulreichsberg ist ein Berg der Niederösterreichischen Kalkalpen im südlichen Mostviertel in Niederösterreich, unweit der steirischen Grenze. Sein Gipfel heißt Hoher Ulreichsberg und erreicht 1276 m ü. A. Höhe.

## Lage und Landschaft
Der Ulreichsberg liegt zwischen Mariazell und St. Aegyd am Neuwalde. Er ist ein bewaldeter Rücken und zeigt sich über dem Hubertussee  oder vom Kernhofer Gscheid mit seiner etwa 1180 m ü. A. hohen Nordschulter.
Südöstlich erhebt sich der Kalkstock Göller (1766 m ü. A.), der auch schon zu den Mürzsteger Alpen gerechnet wird. Nordöstlich erstreckt sich der voralpine Zug des Traisenbergs (1230 m ü. A.) und nordwestlich der Sulzberg (1400 m ü. A.), mit denen der Ulreichsberg zur Gruppe Traisenberg–Sulzberg gezählt wird. Südwestlich liegt der Schwarzkogel (1365 m ü. A.) und dann die Mariazeller Bürgeralpe.
Der Stock umgrenzt sich (von Norden im Uhrzeigersinn) Michelbühel (999 m ü. A.) – Salza bei Tobiasl über Gscheid bis Knollenhals-Krumbach (bei 915 m ü. A.) – Krumbachsattel (951 m ü. A.) – Krumbach bis Walstern (bei 838 m ü. A.) – Rottenbach aufwärts bis Ulreichsberg – Karnerbach – Michelbühel.
Zum Michelbühel liegt die 1139 m ü. A. hohe nordwestliche Kammschulter, dort entspringt die  Salza, einer der naturbelassensten Wildflüsse der Ostalpen.
Südwestlich über die Wallnerhöhe vorgelagert liegt der Klauserkogel (1047 m ü. A.). Dessen südwestlichster Fuß gehört dann schon zur Steiermark.
Der Berg ist teils schütter bewaldet und gibt gute Ausblicke in die Steirisch-Niederösterreichischen Kalkalpen. Er wird selten begangen.